# Bộ Thủy phỉ
Bộ Thủy phỉ (danh pháp khoa học: Isoetales, trước đây còn được viết là Isoëtales), là một  bộ thực vật trong lớp Isoetopsida. Có khoảng 140-150 loài còn sinh tồn, tất cả đều thuộc về chi Isoetes (thủy phỉ), với sự phân bố toàn cầu, nhưng thường là khan hiếm ít thấy. Các loài còn sinh tồn là thủy sinh hay bán thủy sinh, và nói chung được tìm thấy trong các ao hồ nước trong hay suối chảy chậm. Các lá thanh mảnh và phình to dần về phía sát gốc tới kích thước bề rộng khoảng 5 mm, nơi các lá gắn thành cụm vào phần thân hành mọc ngầm đặc trưng cho phần lớn các loài thủy phỉ. Phần gốc phình to này cũng chứa các túi bào tử đực và cái, được bảo vệ bằng một nắp che mỏng và trong suốt, được sử dụng như một đặc trưng để phân biệt các loài thủy phỉ, do chúng rất khó phân biệt theo hình dáng bề ngoài. Cách tốt nhất là quan sát đại bào tử dưới kính hiển vi.
Tất cả các loài thủy phỉ và họ hàng đã tuyệt chủng của chúng đều là dị bào tử.  Một số loài hóa thạch được biết đến rất rõ, với nhiều giai đoạn phát triển và vòng đời được bảo tồn khá tốt.  Hai trong số này là Chaloneria thuộc kỷ Than đá và Nathorstiana thuộc kỷ Creta.
Các mẫu vật hóa thạch của Isoetes beestonii đã được tìm thấy trong các lớp đá có niên đại tới cuối kỷ Permi. Một số tác giả cho rằng thủy phỉ là tàn tích cuối cùng của lài cây thân gỗ to lớn đã hóa thạch là Lepidodendron (cây vảy), mà giữa chúng có một số đặc trưng chung bất thường như sự phát triển của cả gỗ và vỏ, hệ thống rễ bị biến đổi có vai trò như rễ, sự phát triển lưỡng cực và tư thế đứng thẳng.